# Šota Galica
Šota Galica (1895. – 1927.) bila je albanska ratnica iz sela Drenice, koja se, zajedno s mužem Azemom Galicom, borila protiv srpskog preuzimanja Kosova nakon Balkanskih ratova 1912. godine. U borbama je sudjelovala pod muškim imenom Ćerim.
Godine 1919., albanski Kačaci, predvođeni Azemom i Šotom Galicom, dižu ustanak na zapadu Kosova. Kačaci su u području Drenice (u selu Junik) čak uspjeli utemeljiti tzv. Neutralnu zonu, koja je trajala između 1921. i 1923. godine. Nazvali su je Mala Albanija (alb. Arbëria e Vogel).
Krajem rujna 1924. godine jugoslovenska vojska je u velikoj akciji uz opsežnu upotrebu topništva razbila većinu kačačkih bandi i likvidirala njihove vođe. Azem Galica je u ovoj borbi smrtno ranjen i ubrzo je preminuo u obližnjoj špilji, koja se danas zove špilja Azema Galice.
Šota Galica je i nakon njegove smrti nastavila boriti se, preuzevši vodstvo nad suprugovim četama. 1927. godine povukla se u Albaniju, gde je i umrla. Ostala je upamćena po izreci: „Život bez znanja je kao rat bez oružja“.